# Берег Прончищева
Бе́рег Про́нчищева — восточный берег полуострова Таймыр, ограниченный заливом Фаддея на севере и началом Хатангского залива на юге.
Протяжённость составляет около 380 км. Преобладает арктическая тундра, много мелких озёр.
Берег был назван в 1913 году экспедицией Бориса Вилькицкого в честь русского полярного исследователя Василия Прончищева.
В районе берега Прончищева в море Лаптевых впадает много рек: Клюевка, Рыбная, Вездеходная, Зелёная, Кульдима, река Пронщищева, Чернохребетная и другие.